# André Dufau
André Dufau (Pierre-André Dufau; * 8. August 1905 in Arras; † 31. August 1990 in Neuilly-sur-Seine) war ein französischer Sprinter.
Bei den Olympischen Spielen 1928 in Amsterdam wurde er Vierter in der 4-mal-100-Meter-Staffel. Über 100 m schied er im Vorlauf aus.
Seine persönliche Bestzeit über 100 m von 10,8 s stellte er 1928 auf.